# Masafumi Akikawa
Masafumi Akikawa (秋川雅史 Akikawa Masafumi?) es un tenor japonés. Ha publicado una serie de CD, en los que ha cantado una amplia gama de géneros, desde música clásica hasta pop.Apareció en la difusión del 57th NHK Kōhaku Uta Gassen.
Su sencillo Sen no Kaze ni Natte (千の風になって?) (publicado el 24 de mayo de 2006) se convirtió en número 1 el 22 de enero de 2007 en el Oricon Singles Weekly Ranking tras su aparición en Uta Gassen. Basado en el poema Do not stand at my grave and weep, desde entonces el sencillo ha vendido más de 1.000.000 de copias en Japón.